# 藤原泰子
藤原泰子（ふじわらの たいし/やすこ、1095年（嘉保2年）—1156年1月10日（久寿2年十二月十六）），平安末期后妃、女院。第74代鳥羽天皇皇后。院号高陽院（かやのいん）。初名勲子。
父知足院关白・藤原忠实，母右大臣源显房之女从一位師子。同母弟法性寺关白太政大臣忠通、異母弟宇治左府頼長。
鳥羽天皇踐祚之初，白河天皇命藤原忠實把女儿送进宫。忠實辭而止。鳥羽天皇遜位，还想納后。長承二年（1133年），遂入帝宮。時年三十九。三年（1134年），敘從四位下，準三宮。敕：「有功必酬，遺彝範於竹帛，積德餘慶，傳嘉猷於枝葉。從四位下藤原勳子，三朝輔弼之長女，四德淑美之哲媛。今將分恩輝於茅土之貢，準徽譽於椒庭之儀。宜授邑五百戶，並年爵內外官三分。」不久立為皇后。美福門院進宫，藤原泰子之寵稍衰。保延五年（1139年），上號賀陽院。永治元年（1141年），在宇治小松落发，法名清淨理。仁平二年（1152年），與美福門院從鳥羽天皇遊天王寺。久壽二年（1156年），得病。十二月，在土御門第驾崩。年六十一岁。葬在福勝院護摩堂。